# Peixes (astrologia)
Peixes ou Piscis (♓️) é o décimo segundo, e último signo astrológico do zodíaco, situado entre Aquário e Áries e associado à constelação de Pisces. Seu símbolo são dois peixes. Forma com Câncer e Escorpião a triplicidade dos signos da Água. É também um dos quatro signos mutáveis, juntamente com Gêmeos, Virgem e Sagitário. Com pequenas variações nas datas dependendo do ano, os piscianos são as pessoas nascidas entre 20 de Fevereiro e 
20 de Março.